# إميلي غيفين
إميلي غيفين (بالإنجليزية: Emily Giffin) (20 مارس 1972، بالتيمور في الولايات المتحدة)؛ محامية وروائية أمريكية.

## روابط خارجية
- إميلي غيفين على موقع IMDb (الإنجليزية)